# 수도박물관
수도박물관(중국어: 首都博物館)은 중화인민공화국 베이징 시에 있는 대형 박물관이다. 1981년에 개장한 이 박물관은 지하 1층에서 지상 6층으로 구성되어 있으며, 각 층에는 고대 중국의 유적과 명나라 및 청나라 시기의 도자기, 불상, 공예품 등이 전시되어 있다. 박물관의 1층 로비에는 2008년 베이징 올림픽을 기념하는 대형 전시 그림이 붙어 있다.

## 사진
수도 박물관 속 유물
- 불상
- 도자기
- 의복

## 같이 보기
- 가장 큰 미술관 목록